# Thomas enamorat
Thomas enamorat (títol original: Thomas est amoureux) és una pel·lícula belga dirigida per Pierre-Paul Renders, estrenada l'any 2000, i que és la història de la vida d'un agorafòbic. Ha estat doblada al català
El conjunt de la representació del film és la pantalla de videòfon de Thomas. Es pot veure així les seves trucades entrants i sortints, cosa que li permet veure el gabinet del seu psicòleg, el pis de la seva mare, el pis de Melodia, l'acollida d'un reparador, l'enclusa de sortida del seu propi pis. L'agència matrimonial sembla mig virtual, i accedeix a llocs eròtics totalment amb imatges de síntesi. L'espectador no veu mai Thomas (llevat d'una breu silueta a l'enclusa al final del film) i només s'identifica amb per la seva veu.
El 2000 va aconseguir el premi FIPRESCI a Venècia.

## Argument
En un futur pròxim, Thomas Thomas (del nom Thomas i de cognom Thomas) és un jove que viu de les rendes de la societat que ha muntat. Esdevingut agorafòbic per la pressió asfixiant de la seva mare, es comunica a través del videòfon, amb la qual parla essencialment amb la seva mare (considerant que no la truca més que una vegada per setmana) i el seu psicòleg. Aquest estima que, per curar la seva malaltia, Thomas hauria de conèixer més persones, i l'inscriu sense que ho sàpiga a una agència matrimonial, així com una xarxa de prostitució legal.
Thomas així coneixerà Melodie, una jove de tendències New Age a qui la malaltia de Thomas no li desagrada, així com Eva, una prostituta mèdica, i s'enamorarà de les dues dones. Aquestes dues personalitats fràgils l'empenyeran a revisar la seva posició sobre la malaltia, i el forçaran a sortir finalment del seu habitatge. Continuarà explicant els seus turments al seu psicòleg, rebutjarà la seva mare i serà camarada de l'agent d'acollida d'una societat de reparacions.

## Repartiment
- Benoît Verhaert: Thomas
- Aylin Yay: Eva
- Magali Pinglaut: Melodie
- Micheline Hardy: Nathalie (la mare)
- Frédéric Topart: el psicòleg
- Alexandre von Sivers
- Serge Larivière: el recepcionista
- Jacqueline Bollen: Sra. Zoé
- Cathy Boquet: Miss Clínica Domotica